# Vùng phát triển gần

Trong vòng tròn thứ hai, đại diện cho vùng phát triển gần, người học tuy không thể hoàn thành nhiệm vụ mà không có sự trợ giúp, nhưng họ có thể hoàn thành nhiệm vụ khi có sự trợ giúp và hướng dẫn từ người khác.

Vùng phát triển gần (ZPD) (nguyên bản tiếng Nga: zona Blizhaishego razvitiia), là vùng phát triển tâm lý gần nhất, tức thì nhất của con người, bao hàm một loạt các quá trình tâm lý gồm tình cảm, nhận thức và hành động. Tuy nhiên, trong quá trình nghiên cứu và thực hành giáo dục hiện nay, vùng phát triển gần thường được hiểu là khoảng cách từ những gì một người có thể thực hiện mà không cần sự giúp đỡ đến những gì người đó có thể làm khi có sự hỗ trợ từ một người có kiến thức hoặc chuyên môn cao hơn (hay còn được gọi là "người có tầm hiểu biết hơn"). Khái niệm này được nhà tâm lý học người Liên Xô Lev Vygotsky (1896 – 1934) nghĩ ra và giới thiệu trong ba năm cuối cuộc đời ông. Mặc dù vậy, khái niệm này lúc bấy giờ vẫn chưa được xây dựng đầy đủ. Theo đó, Vygotsky lập luận rằng, khi một đứa trẻ tham gia đối thoại với "người có tầm hiểu biết hơn" như bạn bè cùng trang lứa hoặc người lớn tuổi thì dần dần, thông qua tương tác xã hội và hình thành ý thức, đứa trẻ ấy sẽ phát triển khả năng giải quyết vấn đề một cách độc lập và có thể thực hiện một số nhiệm vụ mà không cần sự trợ giúp của người khác. Cũng theo Vygotsky, một số nhà giáo dục tin rằng vai trò của giáo dục là mang lại cho lứa trẻ những trải nghiệm nằm trong vùng phát triển gần, từ đó khuyến khích và thúc đẩy quá trình học tập của riêng bản thân chúng.